# Anne Martien van der Does
Anna Martina Ingeborg (Anne Martien) van der Does (Den Haag, 18 oktober 1958) is een Nederlands advocaat, rechter en tot 1 oktober 2023 kinderombudsvrouw te Amsterdam.
Ze is dochter van Anna (Ank) Rissik en Hanno van der Does. Moeder (1933-2017), afkomstig uit geslacht Rissik en rechten had gestudeerd, stamt uit een bestuurdersfamilie (moeder was regentes) uit Nederlands-Indië. Vader, uit het geslacht Van der Does, was advocaat en plaatsvervangend landsadvocaat. Grootvader van vaders kant Gerrit Willem van der Does was eveneens (lands)advocaat). Van der Does heeft met haar man vier zonen en een dochter.
Van der Does groeide vrijwel onbezorgd op in Den Haag. Ze had wel regelmatig verschil van mening met moeder en in het vervolg daarvan met haar vader, hetgeen uitmondde in diverse bezoeken aan maatschappelijke adviesbureaus in die sector. Ze doorliep er de lagere school (Basisschool Marlot, 1964-1970) en middelbare school Eerste Vrijzinnig-Christelijk Lyceum (1970-1976). Ze wilde dierenarts worden, maar werd telkens uitgeloot (ze is wel gediplomeerd dierenartsassistente) en was enige tijd au pair in Parijs. Ze ging rechten studeren aan Rijksuniversiteit Groningen (1977-1982). Ze prefereerde Groningen boven Leiden waar haar ouders gestudeerd hadden. Na haar studie ging ze werken voor Stibbe (ondernemingsrecht en bestuursrecht). Andere banen waren juridisch medewerker bij het ministerie van Binnenlandse Zaken en het Expertisecentrum voor overheidsinformatisering. Het bleek niet aan te sluiten op haar eigen wensen. Ze stapte over naar de andere kant en is vanaf 1993 rechter en deels ook rechter-commissaris voor de rechtsdistricten Den Haag, Amsterdam, Nederland en Rotterdam. 
Vanaf 2003 specialiseerde ze zich verder als kinderrechter, daarbij inspiratie halende uit eigen ervaringen (moeder en zoon) binnen de kinderpsychiatrie. Vanaf 2014 combineerde ze dat met plaatsvervangend ombudsman en kinderombudsman voor Metropool Amsterdam. Ook in dat laatste zag ze dat er meer over dan met het kind gesproken wordt. Op 1 oktober 2023 gaat ze in die functies met “pensioen”, alhoewel ze nog had mogen doorwerken tot 11 maart 2026. Ze gaf aan zelf niet meer voldoende energie te hebben, de jeugdhulp en –rechtspraak verder te brengen tot het punt dat de hulptrajecten en mogelijkheden op een betere manier aansluiten op de behoeftevraag van het desbetreffende kind in plaats van alleen inpassen in het beschikbare systeem. Voorts hekelt ze de hokjesgeest binnen de jeugdzorg.  